# Bledius
Bledius is een geslacht van kevers uit de familie van de kortschildkevers (Staphylinidae).

## Soorten
- Bledius actitus (Herman, 1972)
- Bledius aequatorialis Mutchler, 1925
- Bledius albomarginatus Bernhauer, 1922
- Bledius albopubescens Cameron, 1941
- Bledius amplicollis Fauvel, 1900
- Bledius arenicola Fauvel, 1904
- Bledius bidentifrons Broun, 1912
- Bledius bituberculatus Cameron, 1940
- Bledius bonariensis Bernhauer, 1912
- Bledius buehleri Scheerpeltz, 1957
- Bledius buettikeri Coiffait, 1981
- Bledius capensis Cameron, 1945
- Bledius caribbeanus Blackwelder, 1943
- Bledius caroli Blackburn, 1888
- Bledius ceratus Blackwelder, 1943
- Bledius cordatus (Say, 1834)
- Bledius doderoi Bondroit, 1912
- Bledius exiguus Scheerpeltz, 1933
- Bledius fenyesi Bernhauer & Schubert, 1911
- Bledius fernandezi Bernhauer, 1939
- Bledius fossiventris Fauvel, 1889
- Bledius fratellus Eppelsheim, 1885
- Bledius fraterculus Cameron, 1936
- Bledius gradensis Bernhauer, 1929
- Bledius hasticeps Bernhauer, 1937
- Bledius helferi Fauvel, 1904
- Bledius infans Rottenberg, 1870
- Bledius injucundus Blackburn, 1888
- Bledius jacobsoni Cameron, 1928
- Bledius litoreus (Herman, 1972)
- Bledius madagascariensis Bernhauer, 1901
- Bledius maindroni Fauvel, 1903
- Bledius marginalis Cameron, 1945
- Bledius marinus Bernhauer, 1922
- Bledius maritimus Bernhauer, 1923
- Bledius michaelseni Bernhauer, 1915
- Bledius microcephalus Fauvel, 1901
- Bledius minor Mulsant & Rey, 1878
- Bledius monstratus Casey, 1889
- Bledius neglectus Casey, 1889
- Bledius opacus Block, 1799
- Bledius orientalis Bernhauer & Schubert, 1911
- Bledius parens Cameron, 1941
- Bledius perrieri Fauvel, 1904
- Bledius petzi Bernhauer, 1908
- Bledius philippinus Bernhauer, 1912
- Bledius pontilis Blackburn, 1902
- Bledius pulchellus Kraatz, 1859
- Bledius punctatissimus LeConte, 1877
- Bledius renominatus Cameron, 1914
- Bledius salinus Cameron, 1947
- Bledius subniger Schneider, 1898
- Bledius subterraneus Erichson, 1839
- Bledius susae Herman, 1983
- Bledius thinopus Herman, 1976
- Bledius tristis Aubé, 1843
- Bledius turbulentus Casey, 1889
- Bledius yezoensis Nakane, 1963